# James Dwight
James Dwight (14 de julio de 1852 - 13 de julio de 1917) fue un jugador de tenis estadounidense, que se destacó en los comienzos del deporte, durante los años 1880.
Apodado "el padre fundador del tenis estadounidense", James se graduó en la Universidad de Harvard en 1874 y se embarcó en un viaje por Europa donde conoció el nuevo deporte y consiguió el equipamiento necesario para practicarlo a su vuelta a los Estados Unidos. Consiguió persuadir a su tío para que construyera una cancha en su propiedad y enseñó a su primo, Fred Sears, las bases del deporte. El primer intento, según escribiría más tarde "fue un fraude total y lo abandonamos". Un mes después lo intentaron de nuevo como forma de pasar el tiempo en un día de lluvia. Allí el deporte les pareció mucho más interesante, a pesar de estar usando botas de goma y pilotos. 
En agosto de 1876, organizaron lo que fue quizás el primer torneo de tenis de la historia, aún antes que el primer Wimbledon en la casa de su tío, William Appleton, en Nahant, Massachusetts. El torneo fue ganado por Dwight, quien derrotó en la final a su primo, Fred Sears, por 12-15 15-7 15-13. Para entonces, los primos habían enseñado el juego a un número de personas, incluyendo otro primo suyo, Richard Sears, quien se convertiría en el campeón de los 7 primeros US Championships.
Su mejor actuación en el US Championships, fue la final alcanzada en 1883, perdiendo ante Richard Sears. Con este último consiguió el título de dobles en 5 ocasiones entre 1882 y 1887. 
Dwight fue uno de los fundadores del US National Lawn Tennis Asociation (USLTA) en 1881, y sirvió como su presidente durante 21 años. También fue funadmental en la organización del primer encuentro de Copa Davis entre Estados Unidos y las islas británicas en 1900.
Diestro y de baja estatura, fue también el primer americano en jugar en Wimbledon en 1884, junto a Sears y A.L. Rives, y el primero en lograr ganar una ronda. Junto a Sears, cayeron rotundamente en semifinales ante los hermanos Ernest y William Renshaw en el dobles. Al año siguiente, participó nuevamente (en un raro viaje transatlántico en aquellos días) y perdió en semifinales ante Herbert Lawford. Murió en 1917 y fue una de las 6 primeras personas en entrar al Salón Internacional de la Fama del tenis en 1955.

## Torneos de Grand Slam

### Finalista Individuales (1)
| Año  | Torneo           | Oponente en la final | Resultado   |
| 1883 | US Championships | Richard Sears        | 2-6 0-6 7-9 |

### Campeón Dobles (5)
| Año  | Torneo           | Pareja        | Oponentes en la final                   | Resultado           |
| 1882 | US Championships | Richard Sears | Crawford Nightingale G.M. Smith         | 6-2 6-4 6-4         |
| 1883 | US Championships | Richard Sears | Alexander van Renssalaer Arthur Newbold | 6-0 6-2 6-2         |
| 1884 | US Championships | Richard Sears | Alexander van Renssalaer Arthur Newbold | 6-4 6-1 8-10 6-4    |
| 1886 | US Championships | Richard Sears | Godfrey Brinley Howard Taylor           | 7-5 5-7 7-5 6-4     |
| 1887 | US Championships | Richard Sears | Henry Slocum Howard Taylor              | 6-4 3-6 2-6 6-3 6-3 |

- Datos: Q1680312
- Multimedia: James Dwight / Q1680312